# Monte Raci
Il monte Raci è un monte di 610,9 metri s.l.m., e si trova sul territorio del comune di Ragusa. Fa parte della catena dei Monti Iblei. Il profilo rotondo del monte e le sue pendici abbellite dai muri a secco ragusani hanno fatto sì che il monte fosse scelto diverse volte come soggetto principale di scatti fotografici o come immagine rappresentante la zona.

## Monte Racello
Accanto al Monte Raci si trova il Monte Racello che raggiunge un'altezza di 540,9 metri s.l.m..